# یوتاکا آبه
یوتاکا آبه (به ژاپنی: 阿部 豊 Abe Yutaka) یک کارگردان فیلم و بازیگر ژاپنی بود.